# Буртовий Анатолій Миколайович
Анатолій Миколайович Буртови́й (нар. 11 червня 1961, Гулі) — український художник; член Спілки художників України з 1993 року та творчого об'єднання «Світовид». Заслужений художник України з 2015 року.

## Біографія
Народився 11 червня 1961 року у селі Гулях (нині Обухівський район Київської області, Україна). 1982 року закінчив Дніпропетровське художнє училище. Протягом 1982—1984 років працював у Запорізькому художньо-виробничгму комбінаті; у 1987—1993 роках — художнім редактором у видавництвах «Наукова думка» та «Довіра». Одночасно навчався на вечірньому факультеті Київської філії Львівського поліграфічного інституту, який закінчив 1991 року. Був учнем Федора Глущука і Олександра Мікловди. Від 1993 року — на творчій роботі.
Мешкав у Києві в будинку на вулиці Василя Яна, № 16, квартира № 51 та у будинку на вулиці Генерала Наумова, № 31а, квартира № 168.

## Творчість
У своїй творчості сполучає традиції іконопису, українського народного мистецтва школи Михайла Бойчука та його наступників. Захоплюється історичною тематикою — епохою Трипільської культури, давньоукраїнськими міфами та легендами. Серед робіт:
- «Гаряча пора» (1989);
- «Поклик вічності» (1992);
- «Орач» (1993);
- «Чистий четвер» (1993);
- диптих «Дружні хлопці» (1993);
- «Трипільці» (1996);
- серія графічних робіт «Диво предків» (1997);
- «Вітряк на краю села» (1999);
- «Молитва» (1998);
- «Ворота вічності» (1999);
- «Роксолана» (2000).

Результатом сумісної творчої праці з Ігорем Ремаруком стала збірка віршів «Діва-Обида», яку було визнано найкращим виданням 2000 року на всеукраїнському конкурсі книги.
Представляє в Україні інтереси Северина Палидовича, сценічне ім'я Ерко — українського співака із США, який виконує український ліричний шансон. Усі п'ять альбомів Ерка, що вийшли в Україні, проілюстровано роботами Буртового.
Учасник виставок в Україні й за кордоном (Відень, 1991). Персональні виставки відбулися у Києві у 1997 році, Вашингтоні у 2002 році. З 22 жовтня по 7 листопада 2004 року в Українському музеї-архіві імені Патріярха Йосифа Сліпого у Монреалі за підтримки радіопрограми «Український час» відбулася його виставка «Чиста криниця». Має постійну експозицію в галереї «URAL» в Амстердамі.
Твори художника зберігаються в Музеї патріарха Мстислава у Саут-Баунд-Бруці, в Українському домі та Національному музеї Тараса Шевченка.

## У кіно
У 1997 році на студії «Укртелефільм» знято документальний фільм про творчість митця.